# Ontario (Oregon)
Ontario ist eine Stadt (city) im Malheur County im US-Bundesstaat Oregon. Das U.S. Census Bureau hat bei der Volkszählung 2020 eine Einwohnerzahl von 11.645 ermittelt.

## Lage
Ontario liegt an der Mündung des Malheur River in den Snake River im Norden des Malheur County an der Grenze zu Idaho, etwa 25 Kilometer östlich des County Seat Vale, auf einer Höhe von 656 Metern.  Östlich der Stadt verläuft die Interstate 84.
Die Stadt hat eine Fläche von 13,38 km², und zwar ausschließlich Landfläche.

## Demografie
Laut United States Census 2010 hatte Ontario 11.366 Einwohner, davon 5371 Männer und 5995 Frauen. 3798 Einwohner waren unter 20 Jahre alt, 1688 waren 65 oder älter.